# Opel Kadett Strolch
Der Opel Kadett Strolch war der Prototyp eines offenen Opel Kadett auf Basis von dessen Sparmodell KJ 38.

## Geschichte
Die Cabriolimousine wurde im Jahr 1938 entwickelt, jedoch nicht in Serie gebaut. Zu den Gründen gehörten die knappen Stahlressourcen im Vorfeld des Zweiten Weltkriegs und potenziell geringe Stückzahlen in diesem Segment. Fotos des Modells fanden sich 2008 in den Archiven des Opel-Werks in Rüsselsheim.
Insgesamt gab es sechs Prototypen, die allerdings während des Krieges verschwanden. Dass das Auto mehr als nur ein Versuchsträger war, bezeugt ein druckfertiger Prospekt mit technischen Angaben. Allerdings ist unsicher, ob der Modellname tatsächlich „Strolch“ gelautet hätte, da im Werbeprospekt nur von einem „Kadett Zweisitzer“ die Rede ist. Vielmehr war die Bezeichnung „Strolch“, die auf den Archivfotos gefunden wurde, ein werksinterner Kosename.
Unter der offenen selbsttragenden Karosserie steckte die Technik des Kadett KJ 38. Der 1,1-Liter-Vierzylindermotor mit stehenden Ventilen leistete 23 PS (17 kW). Die Kraft wurde über ein Dreiganggetriebe und eine Kardanwelle auf die starre, an Blattfedern aufgehängte Hinterachse übertragen. Die starre Vorderachse stammte vom Opel P 4. Dem Prospekt zufolge erreichte das 755 Kilogramm wiegende Auto „eine gestoppte Spitzengeschwindigkeit von 98 km/std. und eine sichere Dauerleistung auf der Autobahn von 85 km/std.“

## Wiederentdeckung und Nachbau
Nach der Entdeckung der Fotos entstand die Idee, den Wagen nachzubauen. Der Plan wurde noch 2008 verwirklicht. Da es keine Konstruktionszeichnungen mehr gab, rekonstruierte die Classic-Abteilung des Opel-Werks den Wagen anhand der Bilder und des Prospekts. Als Basis diente ein Kadett aus dem Jahr 1938, der als Ersatzteilträger angeschafft worden war.
Bei der Rekonstruktion war vor allem das einteilige gewölbte Heck eine schwierige Aufgabe für die Karosseriebauabteilung. Aus Stabilitätsgründen ist der Abschluss aus einem Stück gefertigt. Um an den Kofferraum zu kommen, müssen Gepäckstücke deshalb durch den Fahrgastraum eingeladen werden. „Auch Konstruktion und Bau des Stoffklappverdecks ohne präzise Unterlagen erforderten viel Fantasie und technisches Verständnis“, teilte Opel mit.
Um die Originalfarbe zu ermitteln, wurden die Fotografien einer Grauwertanalyse unterzogen. Es soll später auch in Archivunterlagen eine Farbinformation gefunden worden sein. Die Rekonstrukteure schlossen daraus, dass der „Strolch“ in kräftigem Rot lackiert war.
Im Jahr 2009 wurde der Opel Kadett Strolch der Öffentlichkeit präsentiert und war beim Oldtimertreffen an den Opel-Villen zu sehen. Heute befindet sich das Auto fahrbereit in der Werkssammlung in Rüsselsheim und wird bei Oldtimerveranstaltungen ausgestellt.

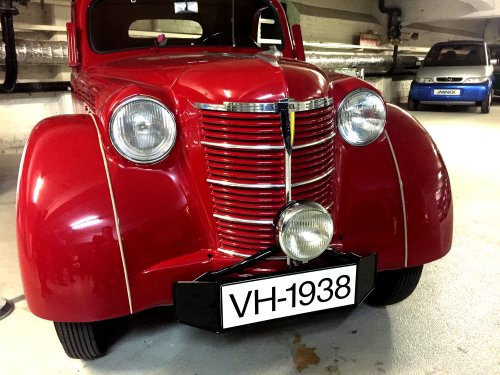
Frontpartie; das VH des Phantasiekennzeichens steht zeitgenössisch für den Volksstaat Hessen
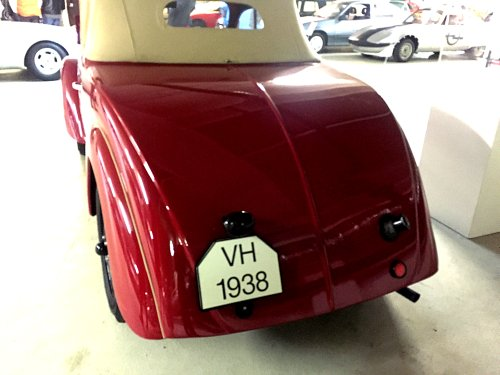
Klappenloses Heck; die Beladung mit Gepäck erfolgte von innen
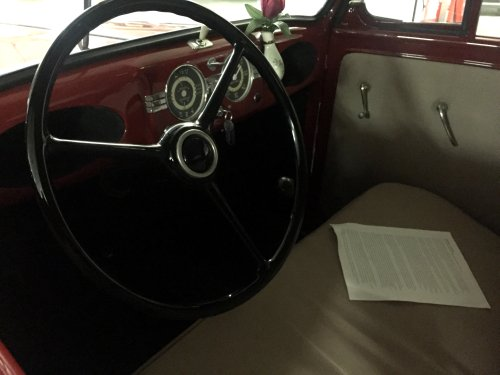
Innenansicht mit mittig angebrachten Instrumenten
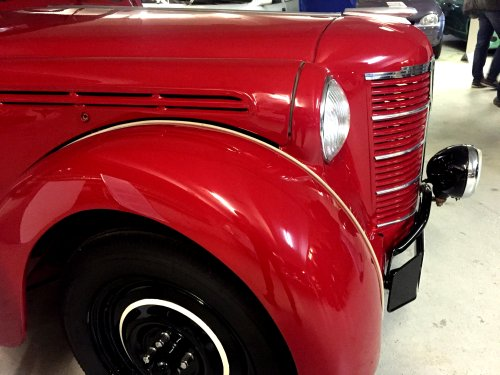
Profil des Vorderwagens mit Zusatzscheinwerfer, den Archivfotos folgend